# Alto Giovannini
Alto Giovannini é um bairro do município brasileiro de Coronel Fabriciano, no interior do estado de Minas Gerais. Localiza-se no distrito-sede, estando situado no Setor 4. Segundo o censo demográfico de 2022, realizado pelo Instituto Brasileiro de Geografia e Estatística (IBGE), sua população era de 166 habitantes e havia 64 domicílios particulares permanentes ocupados.
De acordo com o IBGE, em 2010 a população era de 53 habitantes e havia 14 domicílios particulares.

## Descrição
Trata-se de um loteamento em processo de ocupação localizado em um morro vizinho ao bairro Giovannini, porém é considerado como um bairro independente de acordo com o IBGE em 2010 e o sistema de geoprocessamento da administração municipal em 2020.
Segundo definido pela atualização do Plano Diretor Municipal em 2019, constitui uma das poucas áreas favoráveis à verticalização residencial na cidade, o que também é possível apenas em partes do Belvedere e na região da Avenida Maanaim. Além disso, suas vias de acesso são articuladas com a malha urbana consolidada mais antiga.

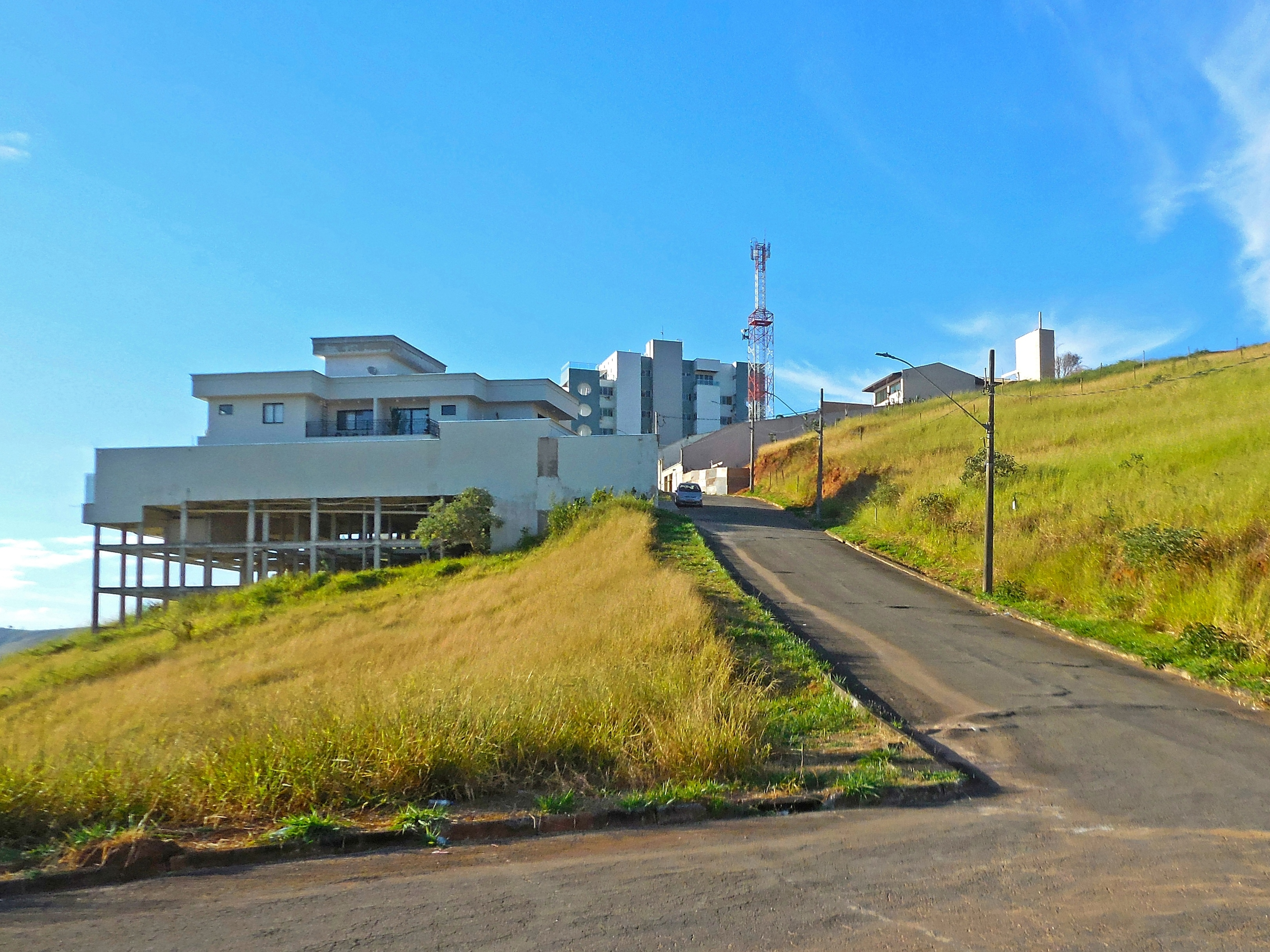
Habitações e lotes vagos no Alto Giovannini
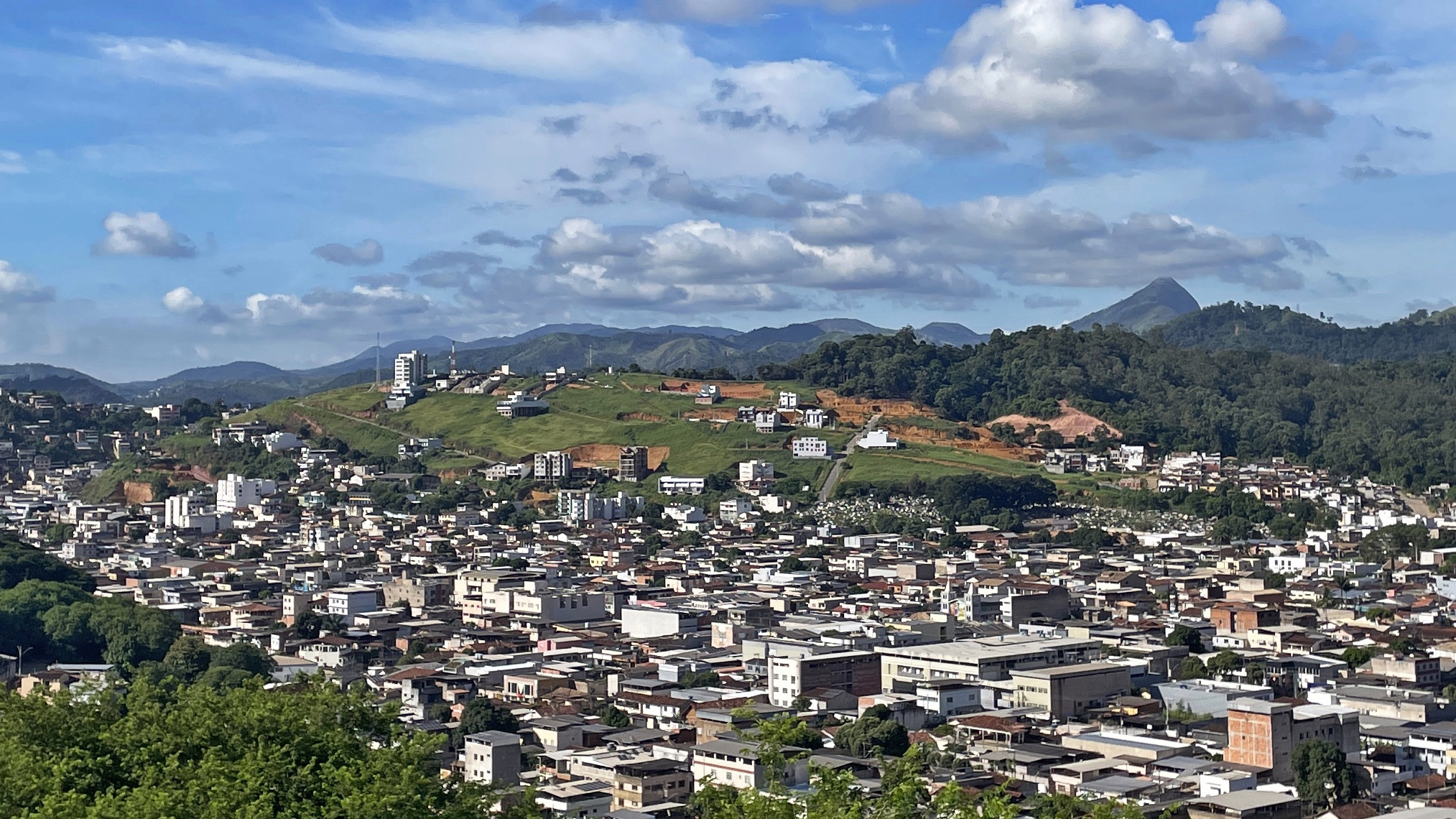
Bairro Giovannini com o Alto Giovannini ao fundo
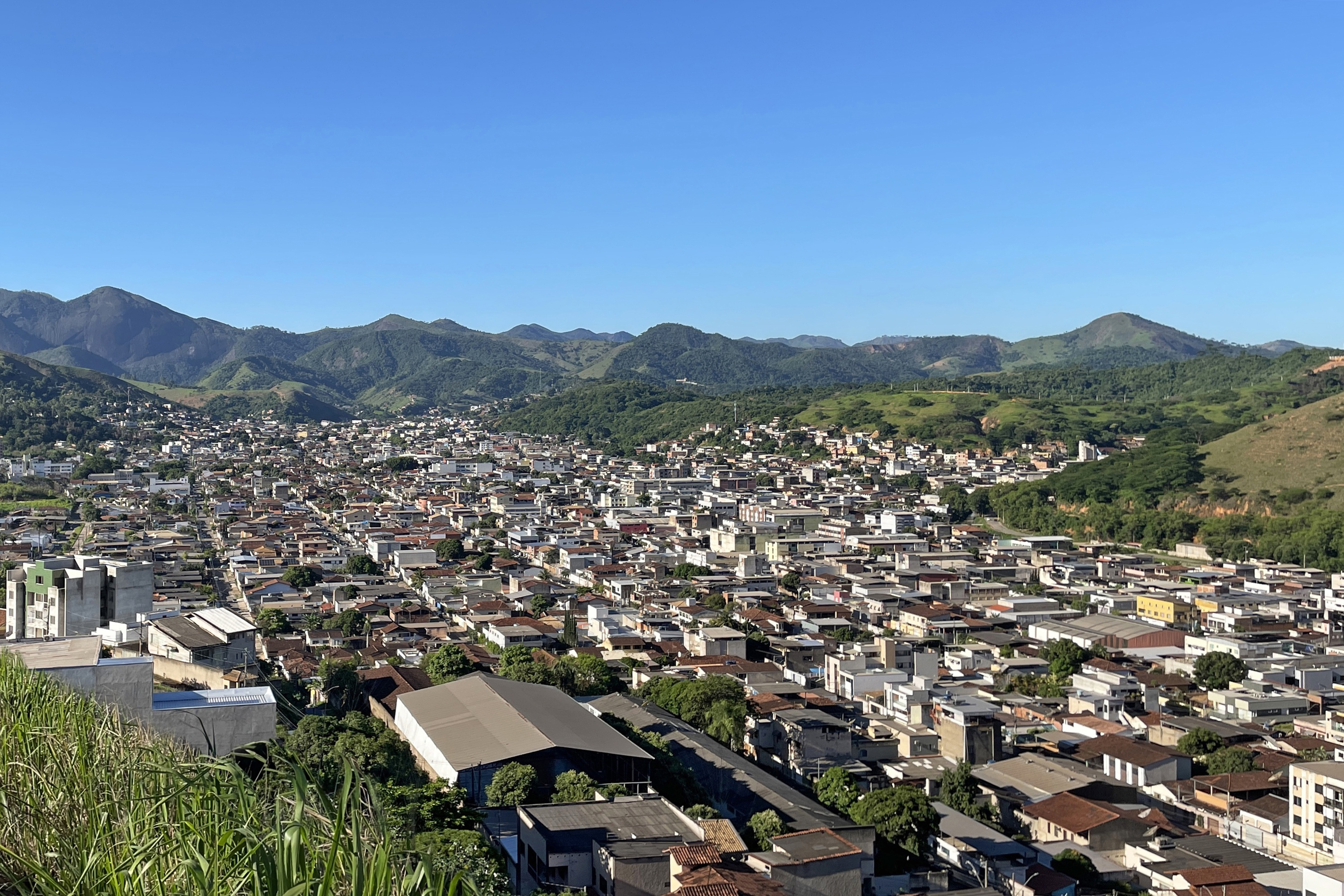
Vista parcial de Coronel Fabriciano a partir do Alto Giovannini